# Миллер, Митчелл
Ми́тчелл Ми́ллер (англ. Mitchell Miller; род. 20 декабря 2001, Сильвания, Огайо) — американский хоккеист, защитник хоккейного клуба «Ак Барс», выступающего в КХЛ.

## Биография
Митчелл Миллер родился 20 декабря 2001 года в городе Сильвания штат Огайо. 

### Северная Америка и Европа
Начинал свою карьеру в системе клуба Бостон Брюинз, но был исключен в 2016, после попадания в скандал, связанный с его издевательствами над темнокожим инвалидом.
С 2018 по 2022 год Миллер выступал в хоккейной лиге США за команды «Сидар-Рапидс Рафрайдерс» и «Трай-Сити Шторм».
2 августа 2023 года Миллер подписал контракт с клубом «Липтовски-Микулаш» из Словацкой экстралиги.

### Скандал
4 ноября 2022 года Митчелл Миллер получил предложение от клуба НХЛ «Бостон Брюинз» и подписал трёхлетний контракт начального уровня на общую сумму $2,6 млн. Комиссар НХЛ Гэри Беттмэн отреагировал на подписание негативно, заявив, что защитник не имеет права выступать в лиге. Поэтому сыграть за клуб в НХЛ игрок не смог, а уже 6 ноября контракт вовсе был расторгнут по инициативе руководства организации. Президент «Бостон Брюинз» Кэм Нили объяснил причину такого решения тем, что получил новую информацию о Митчелле Миллере и о его поступке, который он совершил в возрасте четырнадцати лет.
Скандальный поступок произошёл в марте 2016 года. Митчелл Миллер будучи четырнадцатилетним учеником местной школы в городе Сильвания вместе со своим другом всячески издевался (избивал, проявлял расизм) над темнокожим одноклассником, у которого были отклонения в развитии. Уже в апреле оба ученика были отстранены от школьных занятий и предстали перед судом. Миллер был наказан 25-ю часами общественных работ.

### Переезд в Россию
В ноябре 2023 года Митчелл Миллер подписал односторонний двухлетний контракт с российским хоккейным клубом «Ак Барс». Первый матч в составе новой команды провёл 30 ноября 2023 года против «Автомобилиста». 
В декабре 2024 года Митчелл Миллер, еще не восстановившись после травмы, продлил контракт с «Ак Барсом» на один год.

## Статистика
| Легенда | Легенда                    | Легенда | Легенда                   | Легенда | Легенда    |
| ------- | -------------------------- | ------- | ------------------------- | ------- | ---------- |
| И       | Количество проведённых игр | Штр     | Штрафное время            | +/−     | Плюс-минус |
| Г       | Голы                       | П       | Голевые передачи          | О       | Очки       |
| -       | Статистика неизвестна      | —       | Статистика не учитывалась |         |            |